# Feisternachtbach
Der Feisternachtbach ist ein etwa 6,5 km langer Bach im rheinland-pfälzischen Westerwaldkreis und im Landkreis Mayen-Koblenz. Er fließt im Mittelgebirge Westerwald und mündet im westlichen Gemeindegebiet von Vallendar von rechts in den Hillscheider Bach.

## Geografie

### Verlauf
Der Feisternachtbach entspringt auf einer Höhe von ungefähr 395 m ü. NHN etwa 800 m östlich der Ortsgemeinde Hillscheid im Westerwaldkreis an einem Westhang der Alarmstange und fließt zunächst in nordwestliche Richtung. Nach etwa 1,3 km empfängt der Feisternachtbach den von rechts kommenden Kühlbach, unterfließt die Landesstraße 310 zwischen Hillscheid und Höhr-Grenzhausen, tritt in das Gemeindegebiet von Höhr-Grenzhausen ein und wendet sich nach Westen. Dort dient er als Grenzbach zwischen Höhr-Grenzhausen im Norden und Hillscheid im Süden. Danach fließt der Bach Richtung Südwesten in das Gemeindegebiet von Vallendar im Landkreis Mayen-Koblenz und passiert die Bembermühle (gebietlich zu Vallendar, adresslich zu Höhr-Grenzhausen) mit seiner 1714 von der Familie Cliserath erbauten Kapelle und dem ehemaligen Bleierz- und Zinkblendegrube Bergwerk Bermbermühle. Nach einer Südschleife um den Puschenkopf (277 m) gelangt der Feisternachtbach zum Feisternachtsee, einem künstlich angelegten See mit Seehütte bei (149 m). Von hier geht es etwa 1,3 km nach Südwesten durch das Feisternachtbachtal, um nach dem Unterfließen der Landesstraße 309 zwischen Hillscheid und Vallendar nach 6,5 km langem Lauf mit mittlerem Sohlgefälle von etwa 42 ‰ rund 275 Höhenmeter unterhalb seiner Quelle von Norden und von rechts in den Hillscheider Bach zu münden.

### Zuflüsse
- Kühlbach, von rechts und von Westen auf etwa 268 m ü. NHN nördlich von Hillscheid, 1,44 km und 2,28 km², GKZ 2711442-2

## Bilder

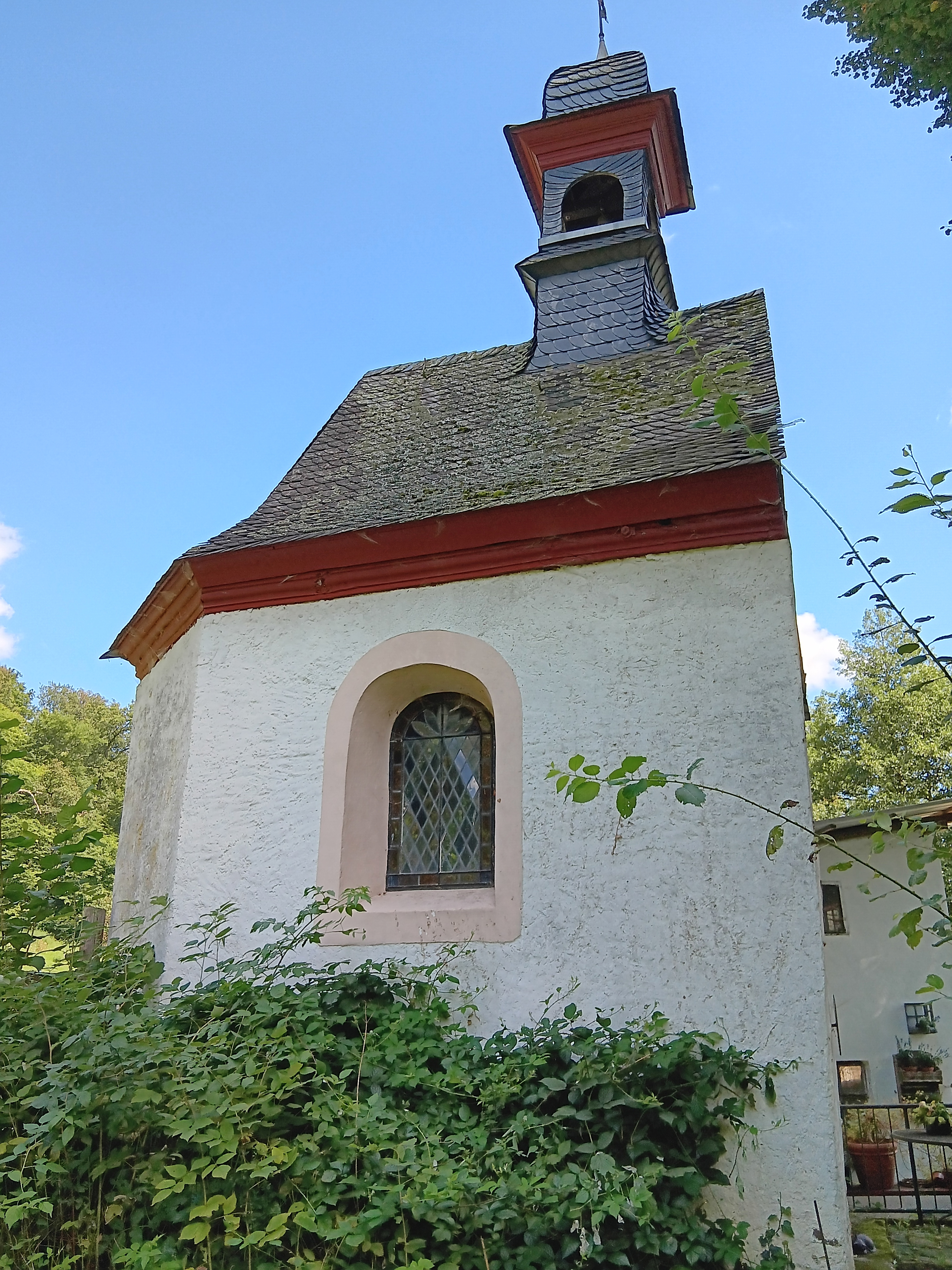
Die Kapelle der Bembermühle
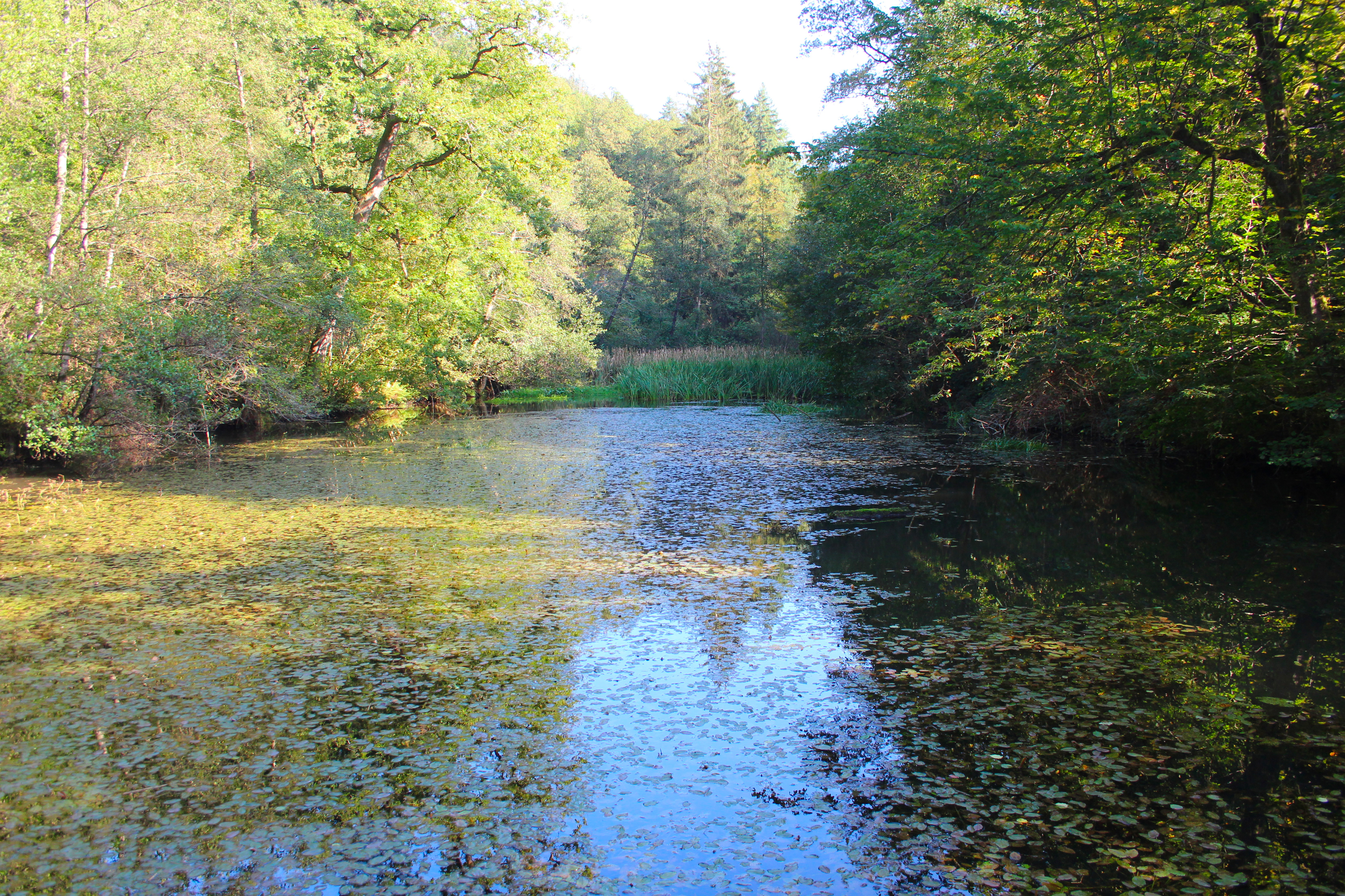
Der Feisternachtsee
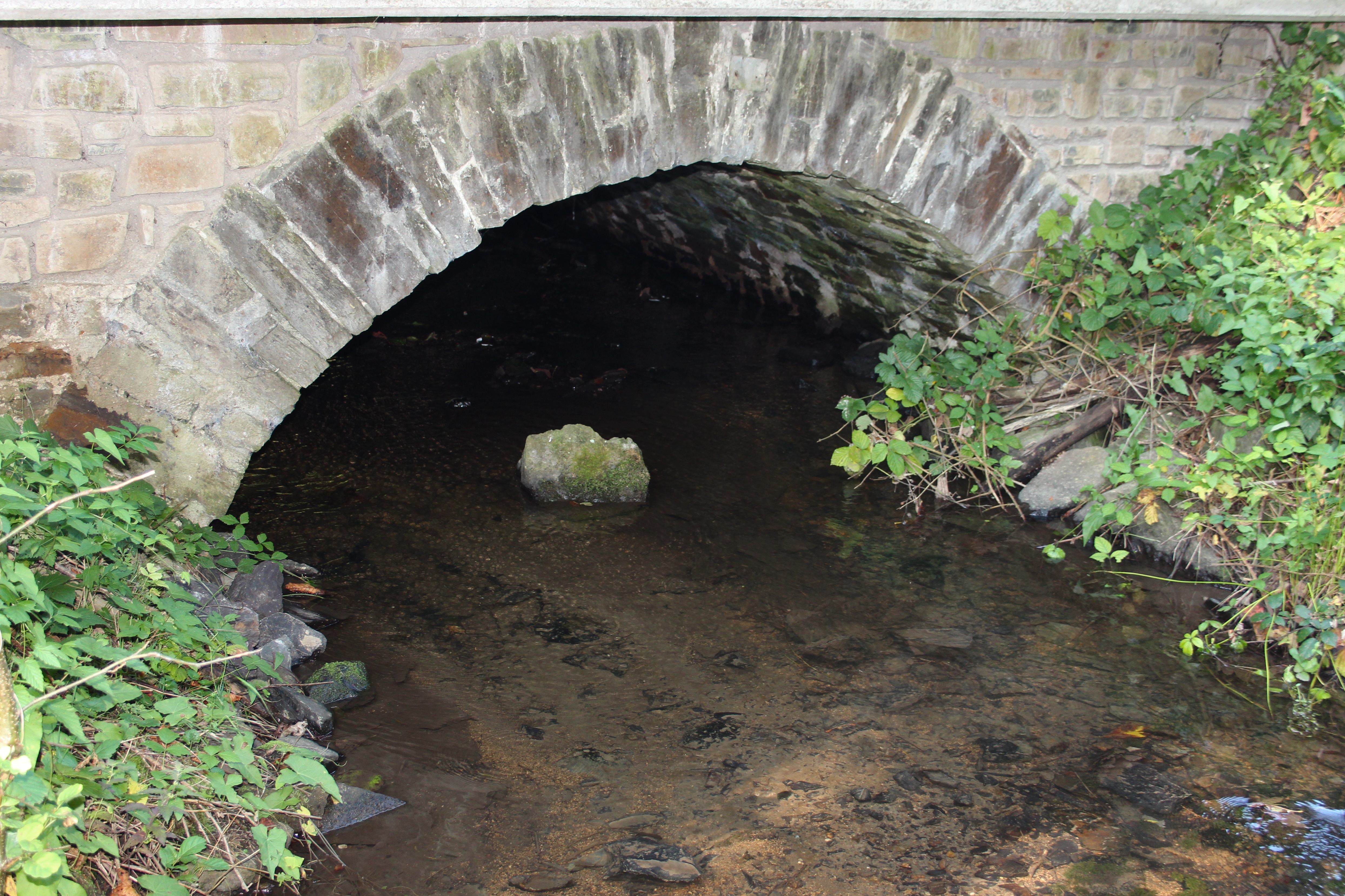
Der Feisternachtbach an der Landesstraße 309
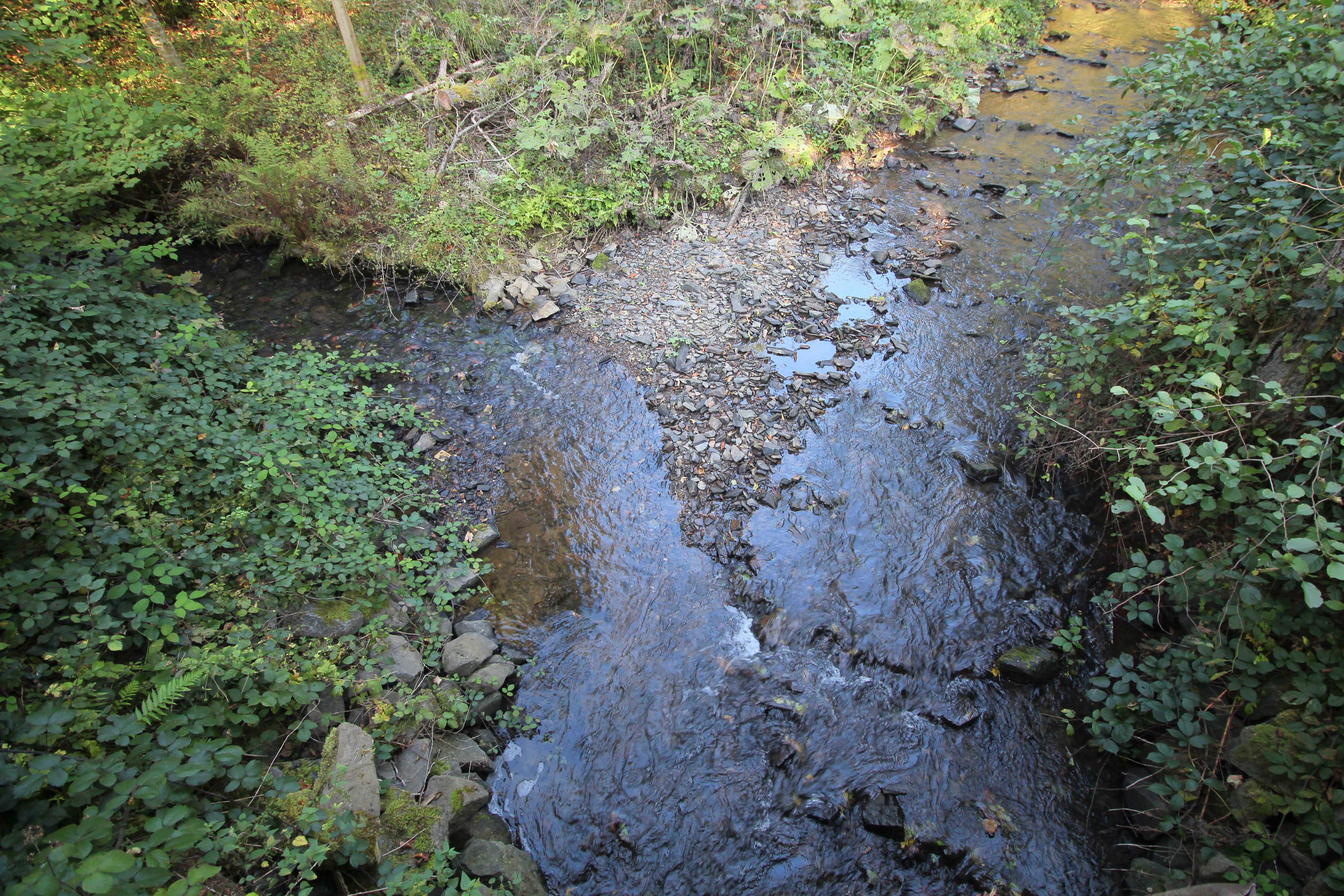
Der Feisternachtbach (links) an der Mündung in den Hillscheider Bach